# Adoretus umbilicatus
Adoretus umbilicatus är en skalbaggsart som beskrevs av Ohaus 1913. Adoretus umbilicatus ingår i släktet Adoretus och familjen Rutelidae. Inga underarter finns listade i Catalogue of Life.